# Rhaphidophora stenophylla
Rhaphidophora stenophylla — вид квіткових рослин із родини Araceae, роду Rhaphidophora. Це ліана, рідним ареалом якої є Папуа Нова Гвінея (включаючи архіпелаг Луїзіада).